# Contea di Jefferson (Arkansas)
La contea di Jefferson, in inglese Jefferson County, è una contea dello Stato dell'Arkansas, negli Stati Uniti. La popolazione al censimento del 2000 era di 84 278 abitanti. Il capoluogo di contea è Pine Bluff.

## Storia
La contea di Jefferson fu costituita nel 1829.